# Стоян Никифоров
Вижте пояснителната страница за други личности с името Стоян Никифоров.
Стоян Христов Никифоров е български политик.

## Биография
Стоян Никифоров е роден през 1888 година в Ловеч, в семейството на политика и търговеца Христо Никифоров.
През 1907 година завършва Военно училище в София. Година по-късно става адютант на Фердинанд I. В периода 1908 – 1913 година учи право в Гренобъл. Участва в Балканските и Първата световна войни. След това до 1935 години е адвокат в София и Ловеч. Между 1935 и 1937 година е областен управител на Плевенска област. През 1938 година е назначен за министър на търговията, промишлеността и труда, а след това отново подновява адвокатската си кариера до 1944 година. Обявява се против депортирането на българските евреи. Арестуван и съден от т. нар. Народен съд на смърт и конфискация на имуществото. Реабилитиран от Върховния съд посмъртно на 12 април 1996 година.
Последните месеци от живота на Стоян Никифоров и съдбата на семейството му, което е изселено от София, са пресъздадени художествено от неговата внучка Теодора Бургуджиева в романа „Въртоп“.